# Sandvulkan

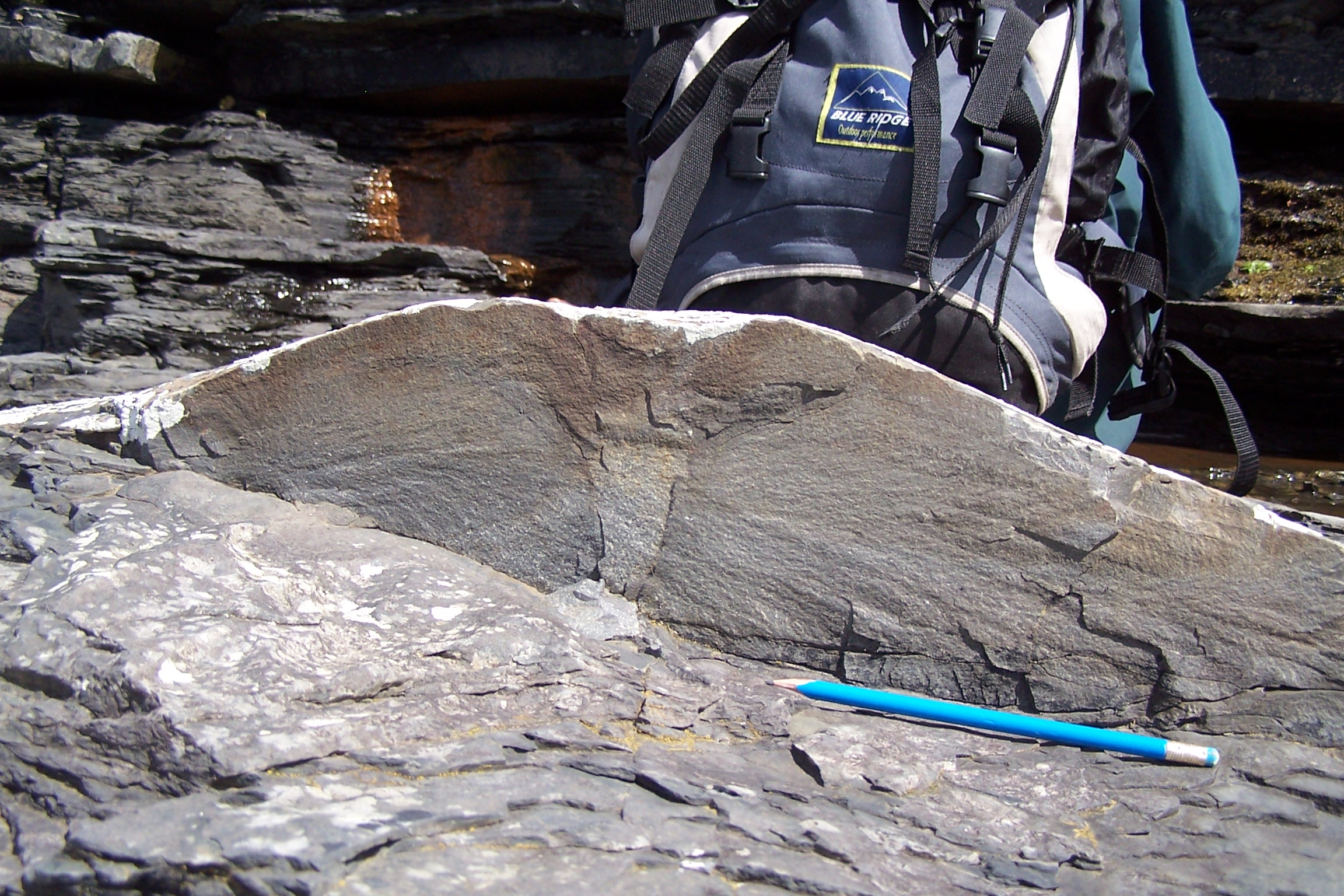
Sandvulkan i County Clare, Irland

En sandvulkan eller sandblås är en kon av sand som formas genom utslungning av sand på en yta från en central punkt. Sanden byggs upp som en kon med sluttningar vid sandens rasvinkel. En krater ses ofta vid toppen. Konen ser ut som en liten vulkankon och storleken kan variera mellan millimeter och meter i diameter.
Processen är ofta associerad med markförvätskning och utslungning av sand som övergått i vätskeliknande form, något som kan ske i vattenmättade sediment under en jordbävning.
New Madrids seismiska zon i USA visade många sådana egenskaper under jordbävningarna 1811-1812. Linjära sandutkastningar är precis lika vanliga, och kan fortfarande ses i New Madrid-området.
Under de senaste åren har mycket ansträngning lagts på att kartlägga förvätskningsegenskaperna för att studera gamla jordbävningar. Den grundläggande idén är att kartlägga zoner som är känsliga för processen och sedan ta en närmare titt. Närvaro eller frånvaro av jordbävningsrelaterade förvätskningsegenskaper är ett starkt bevis för jordbävningsaktivitet i det förflutna, eller frånvaron därav.
Detta kan ses i kontrast till lervulkaner som uppstår i områden med gejser- eller gasutlopp under ytan.
En förstenad sandvulkan i Sverige är Prästens badkar.